# 734

## Evenimente
- Războaiele franco-frizone. Bătălia de pe râul Boarn (Olanda). Bătălie între francii conduși de Carol Martel și frizonii regelui Poppo, încheiat cu victoria francă.

## Nașteri
- dată necunoscută: Arechis al II-lea de Benevento  (d. 787)

## Decese
- dată necunoscută: Petru Athonitul  (n. 650)